# Clase Northampton
La clase Northampton fue un grupo de seis cruceros pesados construidos para la Armada de Estados Unidos entre 1928 y 1930.

## Diseño
El diseño de estos buques estaba fuertemente influenciado por el Tratado Naval de Washington, en el que a los cruceros se les limitaba a un máximo de 10 000 t de desplazamiento y a la batería principal un calibre máximo de la de 8" (203 mm). El diseño de estos buques fue derivado directo de sus antecesores de la clase Pensacola, que difieren en varios aspectos. La clase Pensacola montaba una batería principal de 10 de 8" (203 mm) en cuatro torres, dos dobles y dos triples. Por el contrario, la clase Northampton montaba 9 cañones de 8" (203 mm) en tres torres triples, dos a proa  y una a popa. Si bien se aumentó la armadura en la clase Northampton resultó ser más ligero que la clase Pensacola, y casi 1000 toneladas menos en las limitaciones en virtud de los tratados. La estabilidad se incrementó mediante 
La reducción de la altura de las superestructuras, que se extendió hacia atrás en los tres últimos para ser utilizados como buques insignia. Estas naves también fueron los primeros buques estadounidenses en a adoptar un hangar para aviones, y literas en vez de hamacas. 
Los buques de la clase Northampton vieron mucha acción durante la Segunda Guerra Mundial. Tres de ellos (Northampton, Chicago, y Houston) se perdieron durante la guerra. Los otros tres se retiraron poco después de la final de la guerra, y desguazado entre 1959-1961.

## Buques de la clase
| Nombre          | Astillero                                       | Numeral | Botado | Alta | Baja | Causa                                          |
| --------------- | ----------------------------------------------- | ------- | ------ | ---- | ---- | ---------------------------------------------- |
| USS Northampton | Fore River Shipyard Quincy-Massachusetts        | CA-26   | 1929   | 1930 | 1942 | Hundido en la Batalla de Tassafaronga          |
| USS Chester     | New York Shipbuilding Camden-New Jersey         | CA-27   | 1929   | 1930 | 1946 | Desguazado en 1959                             |
| USS Louisville  | Puget Sound Naval Shipyard Bremerton-Washington | CA-28   | 1930   | 1931 | 1946 | Desguazado en 1959                             |
| USS Chicago     | Mare Island Naval Shipyard Vallejo-California   | CA-29   | 1930   | 1931 | 1943 | Hundido en la Batalla de la Isla Rennell       |
| USS Houston     | Newport News Shipbuilding Newport News-Virginia | CA-30   | 1929   | 1930 | 1942 | Hundido en la Batalla del estrecho de la Sonda |
| USS Augusta     | Newport News Shipbuilding Newport News-Virginia | CA-31   | 1930   | 1931 | 1946 | Desguazado en 1960                             |